# Doodia
Doodia és un gènere de falgueres pertanyent a la família Blechnaceae. És originari d'Austràlia i Nova Zelanda.

## Taxonomia
- Doodia aspera
- Doodia australis (Parris)
- Doodia caudata (Cav.)
- Doodia dissecta Parris
- Doodia dives Kze.
- Doodia heterophylla (Ball.)
- Doodia kunthiana Gaud.
- Doodia linearis C. Moore ExJ. Sm.
- Doodia lyonii Degen.
- Doodia marquesensis I. Brown
- Doodia maxima J. Sm.
- Doodia media R. Br.
- Doodia milnei Carr.
- Doodia mollis Parris
- Doodia paschalis C. Chr.
- Doodia scaberula
- Doodia squarrosa Col.